# Зетор
„Зетор“ (на чешки: Zetor) е чешка машиностроителна компания, разположена в град Бърно, производителка на трактори, двигатели и селскостопанска техника, собственост на словашката компания „HTC holding Slovensko“.
Компанията е създадена през 1940-те години за производство на автомобили като част от „Збрьовка Бърно“. През 1945 година проектира първия собствен трактор.
Името на компанията, създаден от Ростислав Сапак, произлиза от произношението „ZET“ на първата буква на фирмата майка – латинската буква Z и последните 2 букви на „tractOR“.
От своето създаване компанията е произвела повече от 1,1 млн. трактора, които се продават в 80 страни по света, включително в САЩ
.
Ранните модели на „Zetor“ използват 4-цилиндров дизелов двигател с механични горивни помпи, считан за много надежден, което в комбинация със сравнително ниската продажна цена и ниските разходи за резервни части прави тракторите „Zetor“ много търсени.
Компанията започва сравнително скоро да произвежда и машини със задвижване на всичките 4 колела (4 х 4), окомплектова своите машини с отоплителни и климатични системи за комфорт на водачите.
От 1958 година фирмата налага уеднаквяване на частите, които влага в производството на различните модели трактори. През 1950-те и 1960-те години дава лиценз за производство на трактори в Индия и Ирак.
Сред най-сериозните технически постижения на фирмата е новаторската хидравлична система „Zetormatic“, която включва хидравличен цилиндър, монтиран на задната ос на трактора, който може да променя ъгъла на работа на прикачния инвентар (например плугове). Така машината по-леко работи в пресечен терен и осигурява икономия на гориво. Това изобретение става толкова практично, че с последвали модификации работи и до днес в машините на компанията.
В периода 1993 – 1998 г. „Зетор“ произвежда модели трактори на машиностроителния гигант Deere & Company, САЩ, които продава по света с марката „John Deere“.